# San Juan de Aznalfarache
San Juan de Aznalfarache este un municipiu în provincia Sevilia, Andaluzia, Spania cu o populație de 20.073 locuitori.
1. ↑  Nomenclátor Geográfico de Municipios y Entidades de Población (20240402 edition)
2. ↑   https://public.flourish.studio/visualisation/1291309/ Lipsește sau este vid: |title= (ajutor)